# Navy CIS/Staffel 4
Die vierte Staffel der US-amerikanischen Dramaserie Navy CIS hatte ihre Premiere am 19. September 2004 auf dem Sender CBS. Das Finale folgte am 22. Mai 2005. In Deutschland lief die Staffel von 4. März bis 18. November 2007 in Sat. 1.

## Darsteller
| Figur                                | Darsteller        | Deutscher Sprecher |
| ------------------------------------ | ----------------- | ------------------ |
| Special Agent Leroy Jethro Gibbs     | Mark Harmon       | Wolfgang Condrus   |
| Special Agent Anthony „Tony“ DiNozzo | Michael Weatherly | Norman Matt        |
| Liaison Officer Ziva David           | Coté de Pablo     | Maria Koschny      |
| Abigail „Abby“ Sciuto                | Pauley Perrette   | Antje von der Ahe  |
| Special Agent Timothy „Tim“ McGee    | Sean Murray       | Marius Clarén      |
| Director Jennifer „Jenny“ Shepard    | Lauren Holly      | Arianne Borbach    |
| Dr. Donald „Ducky“ Mallard           | David McCallum    | Eberhard Prüter    |

## Episoden
| Nr.(St.) | Deutscher Titel       | Originaltitel     | Premiere (USA) | Dt. Premiere (Sat.1) | Regie               | Drehbuch                                        | Zuschauer (DE) |
| --- | --------------------- | ----------------- | -------------- | -------------------- | ------------------- | ----------------------------------------------- | -------------- |
| 1 | Schalom               | Shalom            | 19. Sep. 2006  | 4. Mär. 2007         | William Webb        | Donald P. Bellisario & John Kelley              | 3,83 Mio.      |
| Ziva beobachtet eine Explosion mitten in Washington. Dabei meint sie einen ehemaligen Mossad-Agenten zu erkennen, der schon lange tot ist. Sofort ist sie die Hauptverdächtige und taucht unter. Als sie nicht weiß, ob sie dem NCIS trauen kann, wendet sie sich an Gibbs, der noch immer in Mexiko im Ruhestand ist.                                                                             |                       |                   |                |                      |                     |                                                 |                |
| 2 | Auf der Flucht        | Escaped           | 26. Sep. 2006  | 11. Mär. 2007        | Dennis Smith        | Steven D. Binder & Christopher Silber           | 3,40 Mio.      |
| Ein Petty Officer ist aus dem Gefängnis ausgebrochen und behauptet unschuldig zu sein. Vor etlichen Jahren haben Gibbs und Fornell ihn ins Gefängnis gebracht. Sie ermitteln nun, ob sie einen Fehler gemacht haben. |                       |                   |                |                      |                     |                                                 |                |
| 3 | Schnelle Liebe        | Singled Out       | 3. Okt. 2006   | 18. Mär. 2007        | Terrence O’Hara     | David North                                     | 3,98 Mio.      |
| Ein Lieutenant ist entführt worden. Gibbs, der wieder dem Team beigetreten ist, ermittelt. Die Spur führt zu einer Speed-Dating Veranstaltung. Derweil erhält Tony von Director Shepard das Angebot, ein eigenes Team leiten zu dürfen. |                       |                   |                |                      |                     |                                                 |                |
| 4 | Der größte Köder      | Faking It         | 10. Okt. 2006  | 25. Mär. 2007        | Thomas J. Wright    | Shane Brennan                                   | 3,88 Mio.      |
| Ein alter Fall wird neu aufgerollt. Eine zentrale Rolle spielt dabei Gibbs’ Mentor Mike Franks. Er hat die einzigen Beweise in dem Fall: eine Aufzeichnung des Verhörs von damals. Franks macht sich zu einem menschlichen Köder, um den Fall endlich abzuschließen und wieder seinen gewohnten Ruhezustand in Mexiko genießen zu können.                                                          |                       |                   |                |                      |                     |                                                 |                |
| 5 | Die Verlobten         | Dead and Unburied | 17. Okt. 2006  | 1. Apr. 2007         | Colin Bucksey       | Nell Scovell                                    | 3,64 Mio.      |
| Ein Petty Officer wird tot in einem Haus gefunden. Es deutet darauf hin, dass der bereits einmal begrabene Mann wieder aus seinem ewigen Schlaf geweckt wurde. Als sich auf die Nachrichtenmeldung hin gleich zwei Verlobte des Toten melden, wird die Sache kompliziert. Gibbs’ Team hat mit vielen Ungereimtheiten zu kämpfen.                                                                   |                       |                   |                |                      |                     |                                                 |                |
| 6 | Halloween             | Witch Hunt        | 31. Okt. 2006  | 8. Apr. 2007         | James Whitmore, Jr. | Steven Kriozere                                 | 2,64 Mio.      |
| Halloween: Ein als General verkleideter Mann wird schwer verletzt und bald darauf verschwindet seine Tochter. Eine Lösegeldforderung wird gestellt. Doch wer steckt dahinter? Der NCIS ermittelt auf schwierigem Terrain in dieser chaotischen Nacht. |                       |                   |                |                      |                     |                                                 |                |
| 7 | Der Hintermann        | Sandblast         | 7. Nov. 2006   | 15. Apr. 2007        | Dennis Smith        | Robert Palm                                     | 3,27 Mio.      |
| Ein Angehöriger der Navy stirbt beim Golfen. Weil er Mitglied im Army-Navy-Club war, ist Gibbs gezwungen, mit Colonel Hollis Mann vom Army CID zusammenzuarbeiten. Bald schon wird ihr Verhältnis mehr als nur ein kollegiales. |                       |                   |                |                      |                     |                                                 |                |
| 8 | Einmal ein Held       | Once a Hero       | 14. Nov. 2006  | 22. Apr. 2007        | Thomas J. Wright    | Shane Brennan                                   | 3,71 Mio.      |
| Bei einem Empfang stürzt ein Marine über die Brüstung in einem Hotel auf die Gäste. Der NCIS ermittelt; der Mann hat mehrere Orden und ist ein Kriegsheld. Allerdings litt er unter Depressionen. Hat er Selbstmord begangen? Als noch eine weitere Leiche im Hotel auftaucht, wird die Angelegenheit immer verstrickter.                                                                          |                       |                   |                |                      |                     |                                                 |                |
| 9 | Die kleine Schwester  | Twisted Sister    | 21. Nov. 2006  | 29. Apr. 2007        | Terrence O’Hara     | Steven D. Binder                                | 2,94 Mio.      |
| McGees Schwester steht eines Abends blutüberströmt vor der Haustür ihres großen Bruders und kann sich an nichts erinnern. Hat sie beim Freundestreff am letzten Abend zu viel getrunken? Hat sie in diesem Zustand die Kontrolle verloren und jemanden getötet? |                       |                   |                |                      |                     |                                                 |                |
| 10 | Die Mumie             | Smoked            | 28. Nov. 2006  | 6. Mai 2007          | Dennis Smith        | John Kelley & Robert Palm                       | 3,46 Mio.      |
| Bei Bauarbeiten auf einem Navy Yard wird die mumifizierte Leiche eines Mannes gefunden. Ermittlungen ergeben, dass er ein vom FBI gesuchter Serienkiller ist, somit müssen Fornell und Gibbs wieder mal zusammenarbeiten, um den Fall zu lösen. |                       |                   |                |                      |                     |                                                 |                |
| 11 | Sabotage              | Driven            | 12. Dez. 2006  | 13. Mai 2007         | Dennis Smith        | Richard Arthur, John Kelley & Nell Scovell      | 3,66 Mio.      |
| Eine junge Forscherin stirbt in ihrem eigenen Projekt: sie entwickelte ein selbstständiges Fahrzeug. Zunächst sieht alles danach aus, als habe sie sich mit den Auspuffgasen selbst getötet, doch Gibbs’ Team stößt auf eine Ungereimtheit in der Programmierung des Autos – Sabotage? |                       |                   |                |                      |                     |                                                 |                |
| 12 | Verdacht              | Suspicion         | 16. Jan. 2007  | 20. Mai 2007         | Colin Bucksey       | Shane Brennan                                   | 3,38 Mio.      |
| Ein Navy Officer wird tot in einem kleinen Motel am Rande einer Kleinstadt aufgefunden. Bevor der NCIS davon erfährt, vergehen einige Tage. So ist der Tatort schon längst aufgeräumt und die Leiche obduziert. Das Verhalten der Kleinstadtbürger und -polizisten macht dem Team die Arbeit schwer.                                                                                               |                       |                   |                |                      |                     |                                                 |                |
| 13 | Giftgas               | Sharif Returns    | 23. Jan. 2007  | 27. Mai 2007         | Terrence O’Hara     | Steven D. Binder                                | 2,63 Mio.      |
| Ein Marine wird vergiftet in einem Keller unter einer Straße gefunden. War dies ein Anschlag oder nur ein Test für etwas viel Größeres? Als das Team erfährt, dass 10 Kilogramm Giftgas in den Händen eines Terroristen sind, spitzt sich die Lage zu. |                       |                   |                |                      |                     |                                                 |                |
| 14 | Der Frosch            | Blowback          | 6. Feb. 2007   | 3. Juni 2007         | Thomas J. Wright    | Shane Brennan, David North & Christopher Silber | 3,13 Mio.      |
| Ein bekannter und lang gesuchter Waffenhändler fällt dem Team in die Hände. Von ihm erfahren sie wichtige Details über einen bestimmten Handel, der viel Geld einbringen soll. Der NCIS verfolgt die Verhandlungen und als es ernst wird, muss Ducky als Undercoveragent einsteigen. |                       |                   |                |                      |                     |                                                 |                |
| 15 | Das letzte Lebewohl   | Friends & Lovers  | 13. Feb. 2007  | 16. Sep. 2007        | Dennis Smith        | John Kelley                                     | 3,74 Mio.      |
| Der NCIS ermittelt im Fall eines vergifteten Petty Officers. Das Gift ist keine normale Partydroge und selbst Abby weiß nicht weiter. Der Besitzer eines nahe gelegenen Nachtclubs gerät in das Visier der Ermittler und so spielt McGee einmal öffentlich seine Rolle als berühmter Autor. |                       |                   |                |                      |                     |                                                 |                |
| 16 | Wettlauf mit dem Tod  | Dead Man Walking  | 20. Feb. 2007  | 23. Sep. 2007        | Colin Bucksey       | Nell Scovell                                    | 3,84 Mio.      |
| Ein Atominspekteur wird mit radioaktivem Material vergiftet. Er bittet Gibbs den „Mord“ an ihm zu untersuchen. Wie wurde ihm das radioaktive Gift verabreicht? Versucht eine ausländische Regierung ein Atomwaffenprogramm zu verheimlichen? Und wer hatte die Möglichkeit den Lieutenant mit radioaktivem Material zu kontaminieren? Diese Fragen werden Gibbs und sein Team zu klären versuchen. |                       |                   |                |                      |                     |                                                 |                |
| 17 | Skelette              | Skeletons         | 27. Feb. 2007  | 30. Sep. 2007        | James Whitmore, Jr. | Jesse Stern                                     | 4,43 Mio.      |
| Es kommt zu einer Explosion in einem Mausoleum. Zwei Mitarbeiter werden leicht verletzt. Schnell stellt sich heraus, was die Explosion verursacht hat und das mehr als nur ein Mensch in dieser Kammer seine letzte Ruhe fand. Steckt ein Serienkiller dahinter? |                       |                   |                |                      |                     |                                                 |                |
| 18 | Der verlorene Sohn    | Iceman            | 30. Mär. 2007  | 7. Okt. 2007         | Thomas J. Wright    | Shane Brennan                                   | 3,72 Mio.      |
| Ein vermutlich zu Tode gefrorener Marinesoldat erweist sich auf Duckys Leichenöffnungstisch als lebendig. Das NCIS-Team muss herausfinden, was der Mann Tage zuvor unternommen hat und wer ihn für tot erklärte. Die Untersuchungen ergeben, dass der Mann mit einem privaten Transportflugzeug nach Bagdad reiste. Außerdem gibt es eine Verbindung zu Gibbs’ Vergangenheit.                      |                       |                   |                |                      |                     |                                                 |                |
| 19 | Der Hinterhalt        | Grace Period      | 3. Apr. 2007   | 14. Okt. 2007        | James Whitmore, Jr. | John Kelley                                     | 3,89 Mio.      |
| Bei einem Selbstmord-Attentat wird Paula Cassidys Team getötet. War es ein Terroranschlag gegen den NCIS? Das Team ermittelt zusammen mit Cassidy, während sich Abby und Ducky über den Todeszeitpunkt des Terroristen uneinig sind. |                       |                   |                |                      |                     |                                                 |                |
| 20 | Das Buch zum Mord     | Cover Story       | 10. Apr. 2007  | 21. Okt. 2007        | Dennis Smith        | David North                                     | 3,91 Mio.      |
| McGees Roman Deep Six war ein Erfolg für den Hobbyschriftsteller und deshalb hat er sich dazu entschlossen, eine Fortsetzung zu schreiben. Eines Tages weist ein Mordfall seltsame Parallelen zu seinem noch nicht veröffentlichten Werk auf. Irgendjemand muss sich Zugang zum Manuskript verschafft haben und das Buch nachleben.                                                                |                       |                   |                |                      |                     |                                                 |                |
| 21 | Zum Greifen nah       | Brothers in Arms  | 24. Apr. 2007  | 28. Okt. 2007        | Martha Mitchell     | Steven D. Binder                                | 3,22 Mio.      |
| Direktor Shepard macht einen großen Fehler, als sie alleine einen Mann trifft, um an Informationen über La Grenouille zu gelangen. Der Informant wird während des Treffens getötet. Jetzt muss das NCIS-Team alle vorhandenen Informationen sammeln und versuchen, den eigentlichen Mörder zu finden.                                                                                              |                       |                   |                |                      |                     |                                                 |                |
| 22 | Der blinde Fotograf   | In The Dark       | 1. Mai 2007    | 4. Nov. 2007         | Thomas J. Wright    | Steven D. Binder                                | 4,08 Mio.      |
| Ein Fotograf hat einen Mord beobachtet. Das Interessante daran ist: er ist blind. |                       |                   |                |                      |                     |                                                 |                |
| 23 | Das trojanische Pferd | Trojan Horse      | 8. Mai 2007    | 11. Nov. 2007        | Terrence O’Hara     | Shane Brennan & Donald P. Bellisario            | 3,72 Mio.      |
| Gibbs vertritt Director Shepard, die sich auf einer Konferenz befindet. Als ein toter Marine in einem Taxi am Haupttor eintrifft, kann Gibbs sich wieder auf seine Ermittlungen konzentrieren. Irgendwie hängt alles mit einem Fall zusammen, der bald vor Gericht verhandelt werden soll. |                       |                   |                |                      |                     |                                                 |                |
| 24 | Der Todesengel        | Angel of Death    | 22. Mai 2007   | 18. Nov. 2007        | Dennis Smith        | Donald P. Bellisario                            | 4,03 Mio.      |
| Als Jenny von ihrer europäischen Reise zurückkehrt, wird die komplette NCIS-Mannschaft gezwungen, sich einer Lügendetektor-Prüfung der Homeland Security zu unterziehen, und die tiefsten Geheimnisse jedes einzelnen Agenten sind im Begriff offenbart zu werden. Außerdem werden der unbewaffnete Tony und Jeanne Geiseln von einem unbarmherzigen Rauschgifthändler.                            |                       |                   |                |                      |                     |                                                 |                |